# Etnografická přímořská rybářská usedlost ve Smiltynė
Etnografická přímořská rybářská usedlost ve Smiltynė, litevsky Etnografinė pajūrio žvejo sodyba, je rybářské a etnografické muzeum/skanzen ve Smiltynė v severní části Kurské kosy u pobřeží Kurského zálivu, patřící k městu Klaipėda v Klaipėdském kraji v západní Litvě. Muzeum je součástí místního muzea moře s delfináriem.

## Další informace
Etnografická přímořská rybářská usedlost v Kopgalis ve Smiltynė byla založena v roce 1979. Odráží komplex usedlosti bohatého rybáře, který choval zvířata, obdělával půdu a lovil ryby. Lze tedy vidět obytný dům, stodolu, sýpku, saunu, sklep, udírnu, místnost na sítě a sušení ryb. V domě je historický nábytek a vybavení a také expozice o rybolovu v litevském přímoří a na pobřeží Baltského moře.

## Galerie

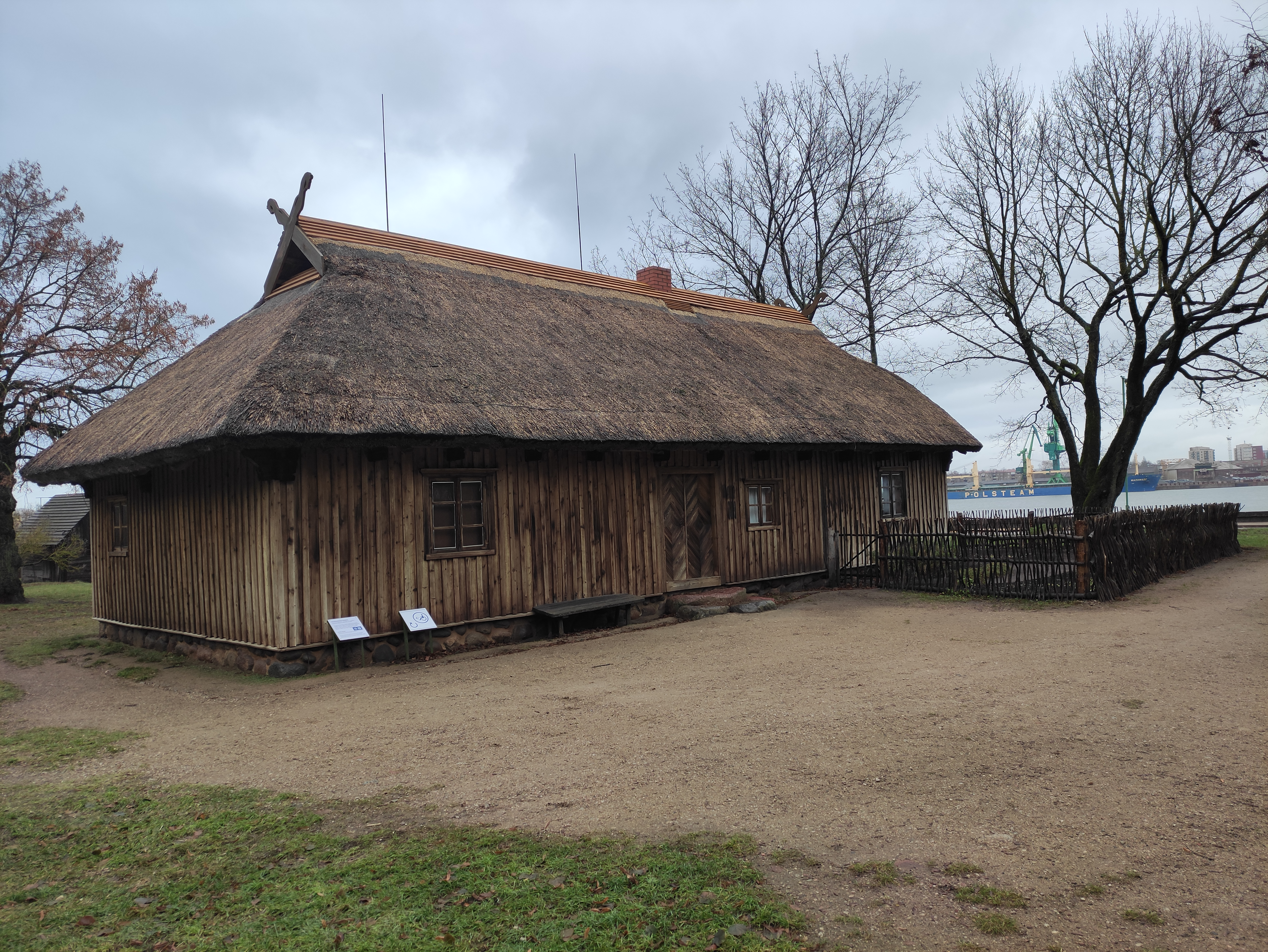
Čelní pohled na budovu
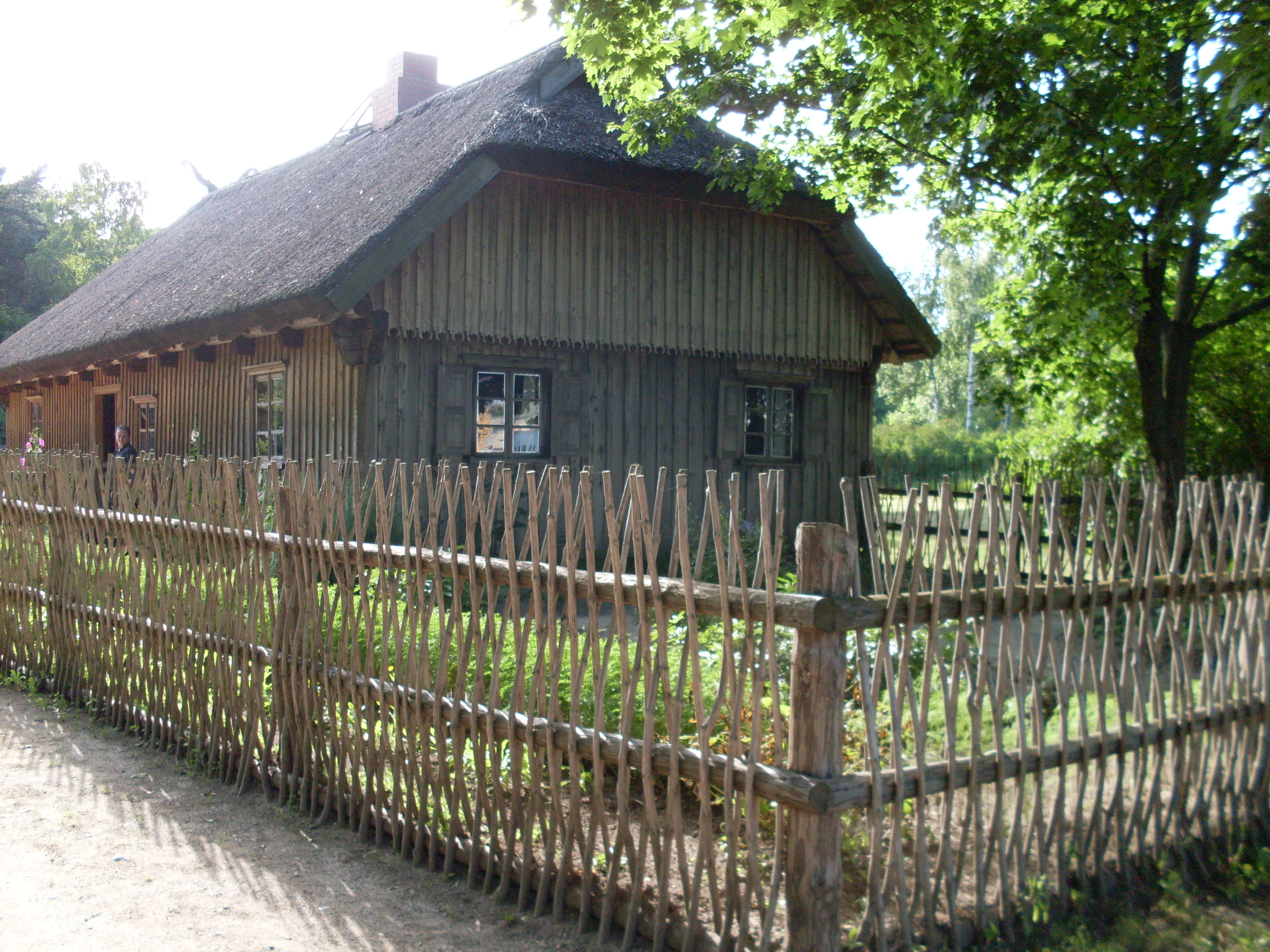
Zahrádka u domu
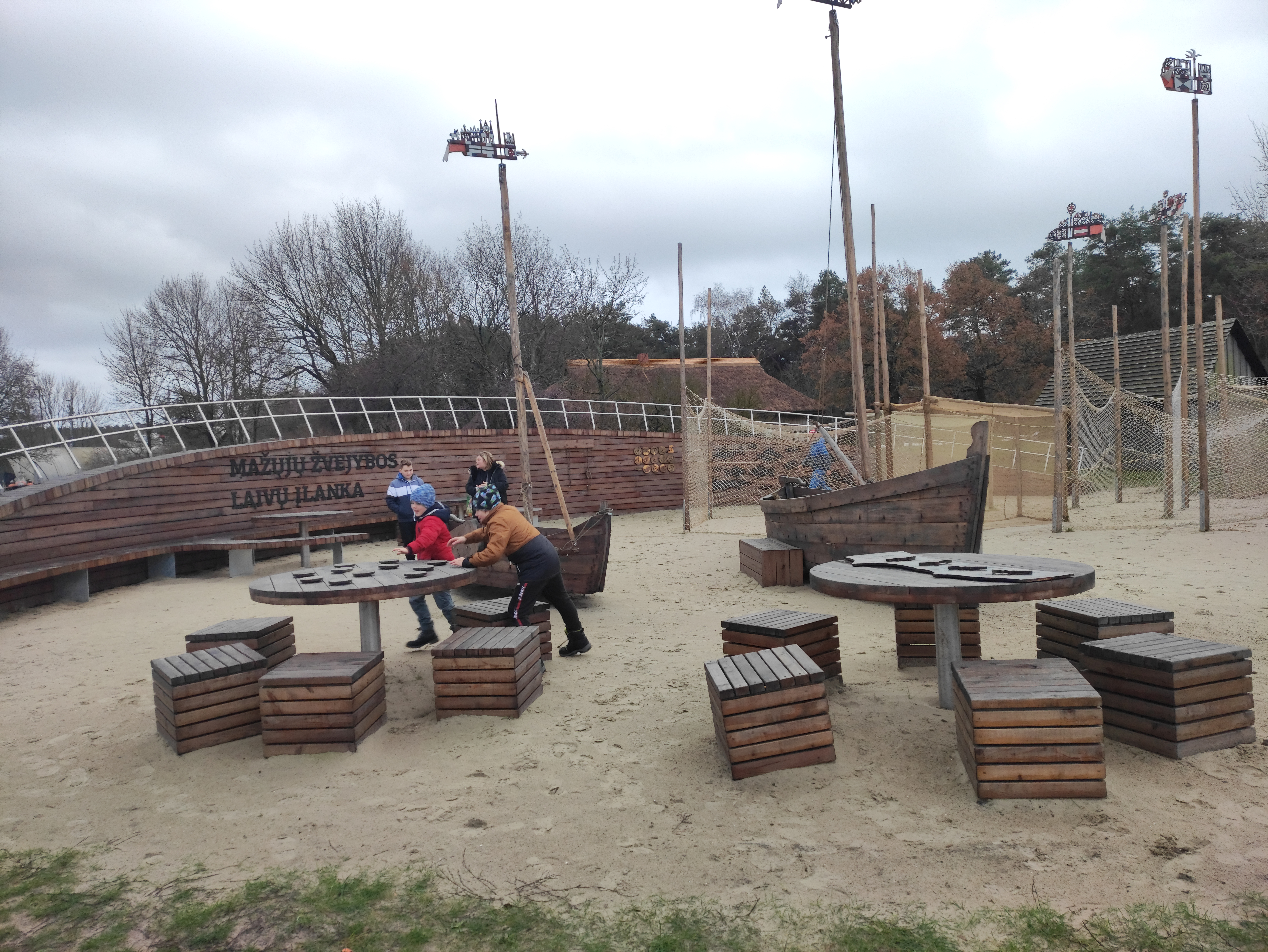
Posezení
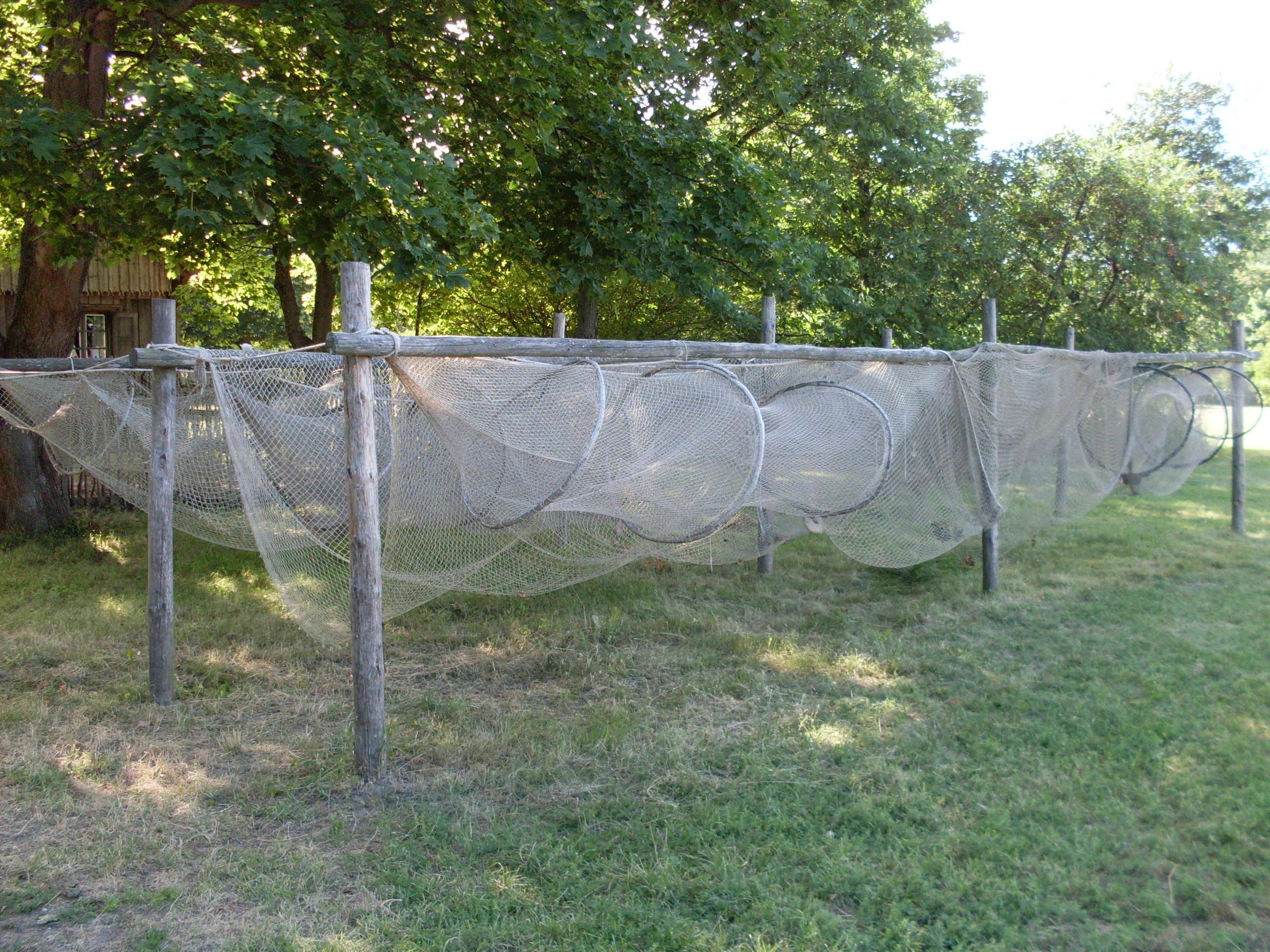
Rybářské sítě